# Янув (Мінський повіт)
Янув (пол. Janów) — село в Польщі, у гміні Мінськ-Мазовецький Мінського повіту Мазовецького воєводства.
Населення — 524 особи (2011).
У 1975—1998 роках село належало до Седлецького воєводства.

## Демографія
Демографічна структура станом на 31 березня 2011 року:
|          | Загалом | Допрацездатний вік | Працездатний вік | Постпрацездатний вік |
| -------- | ------- | ------------------ | ---------------- | -------------------- |
| Чоловіки | 258     | 43                 | 190              | 25                   |
| Жінки    | 266     | 56                 | 160              | 50                   |
| Разом    | 524     | 99                 | 350              | 75                   |